# Fé cênica
Fé cênica, segundo Constantin Stanislavski, que cunhou o termo, é a capacidade do ator de acreditar tanto na ficção que chega ao ponto de convencer a plateia de que aquele universo ficcional é uma realidade para a personagem.
Imprimindo gestos e movimentos ao texto memorizado, o ator torna verosímil sua interpretação.